# RBL2
Ретинобластомоподобный белок 2 — белок, который у человека, кодируется геном RBL2.

## Взаимодействия
Ретинобластомоподобный белок 2, как было выявлено, взаимодействует с HDAC1, С-Raf, RBBP8, циклином Е1, прохибитином, циклинозависимой киназой 2, BRF1 и BRCA1.